# Aprosthema dalmaticum
Aprosthema dalmaticum is een vliesvleugelig insect uit de familie van de Argidae. De wetenschappelijke naam van de soort is voor het eerst geldig gepubliceerd in 1891 door Mocsary.